# Qué será de ti
A ¿Qué será de ti? (spanyol, jelentése: ’Mi lehet veled?’) a második rádiós kislemez – illetve az ötödik kislemez, amennyiben az iTunes-on közzétett exkluzív kislemezeket is beleszámítjuk – Thalía első, Primera fila című akusztikus albumáról, amelyet 2010. január 15-én kezdtek el játszani a zenei rádióállomások Mexikóban és az Egyesült Államokban. A dal a Como vai você? (ejtsd: „komu váj vuszé”) című brazil szám feldolgozása, melyet eredetileg Roberto Carlos brazil énekes adott elő portugál és spanyol nyelven. Szerzői Antonio Marcos és Mario Marcos, a producere Áureo Baqueiro, stílusa ballada. A dal 35. helyezést ért el a Billboard Top Latin Songs slágerlistán, és 13. lett a Latin Pop Songs listán.

## Videóklip
A dal videóklipje alapvetően a koncertfelvételből áll, amelybe különböző jeleneteket vágtak be a színfalak mögül és a próbákról. A klip épp egy ilyen jelenettel kezdődik, melyben Thalía sminkel és készülődik a koncertre; a zárójelenetben pedig az öltőzőben mosolyog.

## Külső hivatkozások
- Qué será de ti. YouTube